# الذكاء النقابي
وفقًا لنظرية الذكاءات المتعددة Multiple Intelligence التي ابتكرها الأكاديمي هوارد غاردنر فإن للذكاء أنواع متعددة يبرع بها الأناس المختلفون بمقادير مختلفة، مما يتطلب من المربين والمتعاملين مراعاة ذلك في وسائل وطرق التوجيه والإرشاد والتواصل.
وقد أضاف أسامة الشاهين الذكاء النقابي لأنواع الذكاءات - الرياضية واللغوية والحركية وغيرها - التي وضعها هاورد غاردنر وذلك لتسهيل فهم وإدارك التفوق في المجال النقابي والانتخابي، والذكاء النقابي ناتج توافر الذكاء الشخصي و الذكاء الاجتماعي و الذكاء اللغوي لدى الإنسان.
وهو الذكاء الذي يحتاجه الإنسان العامل في حقول الخدمة العامة النقابية، وتشمل القوائم الانتخابية والأحزاب السياسية والمنظمات المدنية والنقابات والاتحادات العمالية والوظيفية والطلابية، حيث أن لواضع المفهوم خبرة عملية في هذه المجالات، وقد أصدر كتاب بعنوان: النقابي الذكي مؤخرا.